# Abra et ses évolutions
Pour les articles homonymes, voir Abra.
Abra, Kadabra et Alakazam, connus au Japon comme Casey (ケーシィ, Kēshii), Yungerer (ユンゲラー, Yungerā), et Foodin (フーディン, Fūdin), sont trois espèces de Pokémon de première génération, des créatures issues de la franchise Pokémon de Nintendo qui sont liées entre elles par l'évolution. Abra évolue en Kadabra après avoir gagné des points d'expériences au combat et Kadabra évolue en Alakazam après avoir été échangé avec un autre dresseur. 
Créés par Ken Sugimori, ils font leur première apparition dans Pokémon Rouge et Bleu et réapparaissent plus tard dans des versions ultérieures. Ils sont apparus depuis dans divers domaines comme dans les adaptations télévisées animées et imprimées de la franchise. Connu comme un Pokémon Psy utilisant l'hypnose, Abra consacre 18 heures par jour au sommeil, incapable d'utiliser ses capacités s'il est moins reposé. Ce comportement cesse une fois qu'il évolue en Kadabra, il a alors une forte activité psychique et émet des ondes alpha. Capable de se souvenir de tout, Alakazam a un QI d'environ 5 000 et peut surpasser un superordinateur.
Dans les dessins animés, Abra et Kadabra apparaissent sous le contrôle de Morgane. Dans Pokémon Donjon Mystère, Alakazam a un rôle important pour l'intrigue du jeu. Les trois Pokémon apparaissent dans les mangas Pocket Monsters Special dans des rôles variés. IGN décrit Abra, Kadabra et Alakazam comme « perdant (la plupart de) son charme quand il progresse ». Il trouve Abra « mignon », décrit Kadabra comme « ayant un peu de personnalité » et Alakazam comme « ayant un caractère sinistre ». Certains groupes chrétiens conservateurs ont ciblé le trio de Pokémon comme représentant les aspects anti-chrétien de la franchise.

## Création
La franchise Pokémon, développée par Game Freak pour Nintendo et introduite au Japon en 1996, tourne autour du concept de capture et d'entraînement de 150 espèces de créatures appelées Pokémon, afin de les utiliser pour combattre des Pokémon sauvages et ceux d'autres dresseurs Pokémon, qu'il s'agisse de personnages non-joueurs ou d'autres joueurs humains. La puissance des Pokémon au combat est déterminée par leurs statistiques d'attaque, de défense et de vitesse et ils peuvent apprendre de nouvelles capacités en accumulant des points d'expérience ou si leur dresseur leur donne certains objets.

### Conception graphique
La conception d'Abra, de Kadabra et d'Alakazam est le fait, comme pour la plupart des Pokémon, de l'équipe chargée du développement des personnages au sein du studio Game Freak. Leur apparence est finalisée par Ken Sugimori pour la première génération de Pocket Monsters pour les jeux Pokémon, Pokémon Rouge et Pokémon Vert, sortis à l'extérieur du Japon sous les titres de Pokémon Rouge et Pokémon Bleu,.

### Étymologie
Initialement appelés « Casey », « Yungerer » et « Foodin » en japonais, Nintendo choisit de donner aux espèces Pokémon des noms « astucieux et descriptifs », liés à l'apparence ou aux pouvoirs des créatures, lors de la traduction du jeu ; il s'agit d'un moyen de rendre les personnages plus compréhensibles pour les enfants, notamment américains. Abra et Kadabra devait à l'origine s'appeler « Hocus » et « Pocus » pour le public américain, mais leur noms ont été changés. Comme celui d'Alakazam ils sont basés sur la célèbre formule magique,,,. Le nom japonais d'Alakazam (« Foodin ») vient d'une traduction approximative du nom d'Harry Houdini (Hajjeji).

## Description
Abra, Kadabra et Alakazam sont des Pokémon bipède caractérisés par leur structure ressemblante au corps humain et à l'aspect d'un renard. Ils donnent l'impression de porter une armure car ils ont deux pièces en forme de pauldron sur leurs épaules (épaulière de guerre) et une pièce de fauld autour de leur poitrine (pièce d'une armure protégeant le torse). Abra, Kadabra et Alakazam ont trois doigts à chaque main et trois orteils à chaque pied, avec deux orteils à l'avant de chaque côté et un à l'arrière près de la cheville. Abra et Kadabra ont aussi des queues épaisses de la même couleur dorée que le reste de leur corps, sauf pour une bande brune vers le haut. Kadabra et Alakazam ont des moustaches relativement grandes qui sont plus courtes chez les espèces femelles. Kadabra a un symbole d'étoile rouge sur son front et trois lignes ondulées rouges sur son torse. Après l'évolution en Alakazam, les créatures n'ont plus les marques de Zener ni de queue et leur tête devient plus grande ce qui leur donne de puissants pouvoirs mentaux. Par la suite Alakazam peut évoluer en Méga-Alakazam s'il tient une alakazamite.

### Abra
Possédant la capacité de lire dans les esprits, Abra peut sentir le danger, se téléporter assez rapidement pour créer des doubles visuelles,. Utilisant l'auto hypnose, Abra passe 18 heures à dormir par jour, sinon il ne peut pas utiliser ses capacités,,,. Ce comportement cesse une fois qu'il évolue en Kadabra.

### Kadabra
Kadabra a une forte activité psychique et émet des ondes alpha,. Ces ondes sont amplifiées par la cuillère que tient Kadabra et elles peuvent déclencher des maux de tête chez les personnes se trouvant à proximité et peuvent provoquer un dysfonctionnement des appareils électroniques,,,.

### Alakazam
Alakazam maîtrise tous les types et toutes les formes de la capacité psychique, et son cerveau se développe continuellement. Cela fait que sa tête devient de plus en plus lourde pour son cou, nécessitant la psychokinésie pour la maintenir en position verticale. Capable de se souvenir de tout, son QI se situe autour de 5 000 et peut surpasser un supercalculateur,. Kadabra et Alakazam utilisent des cuillères pour augmenter leur capacité mentale, une pour Kadabra et deux pour Alakazam, leurs capacités mentales peuvent encore augmenter s'ils ferment les yeux,,.

## Apparitions

### Jeux vidéo
Le premier jeu vidéo où apparait Abra, Kadabra et Alakazam est Pokémon Rouge et Bleu (1re génération). Abra évolue en Kadabra après avoir gagné suffisamment d'expérience au combat (à partir du niveau 16) et Kadabra évolue en Alakazam après un échange avec un autre dresseur, dans Pokémon X et Y, il existe une méga-évolution d'Alakazam en Méga-Alakazam avec une Alakazamite. Abra et Kadabra apparaissent plus tard dans chaque suite de la série. Dans Pokémon Or et Argent, avant de battre le Conseil des 4 pour la première fois, un Abra apparait comme un PNJ au Plateau Indigo et il téléporte le joueur Bourg Geon. Ce PNJ apparait dans les remakes, mais ne remplit pas la même fonction. Dans la série principale, de nombreux dresseurs utilisent Abra, Kadabra et Alakazam dans leur équipe. C'est le cas de la Championne d'Arène Morgane, rivale du héros à Safrania dans Pokémon Rouge et Bleu et leurs remakes, et dans Pokémon Or et Argent et leurs remakes,, dans la tour de combat de la région de Hoenn (Anabel) et dans la région de Sinnoh avec un membre du Conseil des 4 (Lucian). En dehors de la série principale, Abra, Kadabra et Alakazam font leur apparition dans Pokémon Pinball, dans les jeux Pokémon Donjon Mystère et dans les jeux Pokémon Ranger, Abra et Alakazam apparaissent dans Pokémon Puzzle League et Abra dans PokéPark Wii : La Grande Aventure de Pikachu et sa suite. Dans Pokémon Donjon Mystère : Équipe de secours rouge et bleue, Alakazam joue un rôle important dans l'intrigue comme leader d'une des équipes de sauvetage.

### Série télévisée
La série télévisée Pokémon ainsi que les films sont des aventures séparées de la plupart des autres versions de Pokémon et mettent en scène Sacha en tant que personnage principal. Sacha et ses compagnons voyagent à travers le monde Pokémon en combattant d'autres dresseurs Pokémon. Dans la série, la championne de Safrania, Morgane possède un Abra qu'elle envoie lors d'une bataille contre le protagoniste de la série, Sacha. Après avoir combattu, le Abra de Morgane évolue en Kadabra ce qui oblige Sacha à déclarer forfait en raison des nouvelles capacités psychiques de Kadabra. Plus tard, Sacha revient pour une revanche, son Spectrum fait alors rire Morgane, ce qui provoque le rire de Kadabra à cause de la liaison psychique entre le personnage et son Pokémon, à cause de se rire, ils sont incapables de se battre. Abra apparait plus tard dans la série sous la propriété de Mira qui propose de téléporter tout le monde à Unionpolis en utilisant son Abra, pour retrouver une Poké ball contenant Sabelette dans un lac récemment inondé. Abra et Kadabra font d'autres apparitions comme vivant dans une colonie minière avec d'autres pokémon de type Psy. La première apparition d'Alakazam est comme un géant Alakazam réveillé près des ruines du site Pokémopolis. Alakazam a également été possédé par des dresseurs notables comme le champion Luano de l'île de Kumquat, Eusine, Anabel, et Kenny.

### Manga
Dans le manga Pocket Monsters Special, partiellement publié en France sous le nom de Pokémon La Grande aventure !, Abra fait une apparition en tant que Pokémon volé au président du Fan Club Pokémon. Plus tard, quand Red (en) le Pokémon enlevé par le lieutenant Surge, au lieu de retrouver son bien-aimée Abra, le Président du Fan Club Pokémon se retrouve avec un pas si mignon Alakazam. Comme dans la série télévisée, la championne Morgane possède aussi un Kadabra dans le manga. Après le test d'aptitude de Red à devenir champion de l'arène de Jadielle, un essaim de Pokémon sauvages apparaît soudainement autour de l'arène, attirés par la musique de la marche des Pokémon, dont un est Alakazam. Blue (en) les capturent alors avec son Cizayox. Alakazam est revu plus tard avec l'équipe Bleue pour la mise en jeu du champion, il a vaincu Pikachu facilement en utilisant une combinaison de jeux de rôles et d'éclairs. Üöokémon Vert Feuille a probablement aussi un Abra car il utilise la téléportation pour envoyer son argent dans un endroit sûr.

### Jeu de cartes
Le jeu de cartes Pokémon est un jeu de cartes à collectionner avec un but du jeu similaire à un Match Pokémon dans la série de jeux vidéo ; les joueurs doivent utiliser des cartes (qui ont chacune leurs forces et faiblesses) dans le but de vaincre son adversaire en mettant toutes ses cartes KO. Il existe de nombreuses cartes représentants Abra, Kadabra et Alakazam,,.

## Impact culturel

### Réception
IGN décrit Abra, Kadabra et Alakazam comme « perdant (la plupart de) son charme quand il progresse ». Il trouve Abra « mignon », décrit Kadabra comme « ayant un peu de personnalité » et Alakazam comme « ayant un caractère pressentiment sinistre ». Dans le même temps l'IGN les cite comme l'une des espèces de Pokémon les plus polyvalentes de la franchise. L'IGN a également répertorié Alakazam, et dans une moindre mesure Kadabra comme les meilleurs Pokémon de type Psy au côté de Mew, Mewtwo et Staross. Ils ont remarqué qu'Alakazam était bon en combat « terre à terre », et idéal pour les joueurs qui ne veulent pas utiliser des Pokémon légendaires comme Mew ou Mewtwo. Ils ont décrit Alakazam comme « sans doute le seul Pokémon de type psychique et non légendaire populaire ». Boys' Life ont désigné Abra comme l'un des cinq plus « cool » Pokémon du jeu Pokémon Rouge Feu et Vert Feuille. Le Tampa Bay Times a également loué les personnages, les décrivants comme « intelligent ».
L'IGN décrit Abra comme manquant de puissance, mais celle-ci change avec l'évolution en Kadabra. GameSpy a ajouté que Kadabra compense les lacunes d'Abra. 1 UP FM a salué la conception des Pokémon que beaucoup ont notés comme leur Pokémon préféré de la série au niveau du design et de leur apparence. L'éditeur de GamesRadar+, Henry Gilbert a félicité les moustaches de Kadabra et d'Alakazam, les répertoriants sur la liste des « 10 plus grandes moustaches dans l'histoire des jeux vidéo ». L'éditeur de GamesRadar+, Brett Elston a commenté les mouvements d'Abra comme « boiteux », tout en reconnaissant sa capacité à évoluer en Pokémon plus puissants. Cependant, il a reconnu qu'Alakazam n'était utile que dans des circonstances limitées. Elston à aussi désigné Alakazam comme un des Pokémon les plus inquiétants de tous les temps, par l'affirmation du jeu que les cellules de son cerveau se multiplient jusqu'à ce qu'il meure d'une mort horrible. Les lecteurs d'IGN ont élu Kadabra comme le 91e Pokémon le plus populaire, sur les 650 connus fin 2010., où il est décrit « beaucoup plus cool » qu'Alakazam car il « n'a pas besoin de se montrer avec deux cuillères ». Alakazam a lui était élu comme le 20e meilleur Pokémon avec une appréciation pour le « système de nommage intelligent » et pour « la conception et les capacités du Pokémon ». Ils ont aussi déclaré qu'Abra a toujours été un peu pénible à faire évoluer, mais que le résultat (obtenir un Alakazam) en fallait la peine.

### Controverse
Certains groupes chrétiens conservateurs ont ciblé Kadabra comme représentant les aspects anti-chrétiens de la franchise. À Palm Beach en Floride, le pasteur Eugene Walton a distribué des brochures décrivant le symbole sur sa tête « un pentagramme » (même si Kadabra une étoile rouge à cinq branches sur la tête, différent d'un pentagramme) et prétendant que le symbole sur sa poitrine était celui de la Waffen-SS de l'Allemagne nazie. Dans le livre In the Dark World, Roger Boehm affirme qu'en raison de son psychique puissant et des symboles qu'il a sur le corps, Kadabra représente l'occultisme. Il fait notamment valoir que l'étymologie de son nom y ferait directement référence.
En novembre 2000, il a été signalé que Uri Geller, un magicien « psychique » israélien qui prétend plier les cuillères avec son esprit a poursuivi Nintendo et le Pokémon Kadabra en raison de son nom japonais pour ce qui est selon lui une appropriation non autorisée de son identité. Geller a appris par ses fans qu'il y avait une similitude entre le nom japonais, le comportement et le visage du personnage,. Il a en outre affirmé que l'étoile sur le front de Kadabra et que les motifs de la foudre sur son abdomen étaient des symboles de la Waffen-SS et qu'à travers le personnage, Nintendo avait « transformé (son image) en mal, avec un Pokémon occulte ». Nintendo a répliqué en déclarant qu'il n'y avait aucun lien entre les deux et qu'ils n'avaient jamais nommé de Pokémon d'après des personnes réelles à la connaissance de leur personnel. Geller a poursuivi Nintendo en dommage et intérêt en réclamant 100 millions de dollars, mais a perdu le procès. Le 28 novembre 2020, Uri Geller publie un message pour présenter ses excuses, et déclare ne plus présenter d'objection à l'utilisation de Kadabra par Nintendo.